# Nícocles de Siracusa
Nícocles (en grec antic: Νικοκλῆς, llatí: Nīcŏclēs) fou un destacat ciutadà de Siracusa que va esdevenir sogre de Hieró I.
La seva filla es va casar amb Hieró I, i va ser la mare de Dinòmenes.